# Éric Boyer
Éric Boyer (Choisy-le-Roi, 2 de desembre de 1963) va ser un ciclista francès, que fou professional entre 1985 i 1995 i que avui dia és director esportiu de l'equip Cofidis i president de l'Associació Internacional d'equips ciclistes professionals (AIGCP).
En el seu palmarès destaquen tres victòries d'etapa al Giro d'Itàlia, dues el 1990 i una el 1991.

## Palmarès
- 1986
  - 1r al Gran Premi de la vila de Rennes
  - 1r al Gran Premi d'Antibes
- 1987
  - Vencedor d'una etapa al Midi Libre
  - Vencedor d'una etapa al Tour de l'Avenir
- 1990
  - Vencedor de 2 etapes al Giro d'Itàlia
- 1991
  - Vencedor d'una etapa al Giro d'Itàlia
- 1992
  - 1r al Tour del Llemosí i vencedor d'una etapa
  - Vencedor d'una etapa de la Volta a Suïssa
- 1993
  - 1r a la Ruta del Sud i vencedor d'una etapa

### Resultats al Tour de França
- 1986. 98è de la classificació general
- 1988. 5è de la classificació general
- 1989. Abandona (13a etapa)
- 1990. 19è de la classificació general
- 1991. 38è de la classificació general
- 1992. 12è de la classificació general
- 1993. 63è de la classificació general
- 1995. Abandona (16a etapa)

### Resultats al Giro d'Itàlia
- 1990. 23è de la classificació general. Vencedor de 2 etapes
- 1991. 6è de la classificació general. Vencedor d'una etapa
- 1995. 69è de la classificació general

### Resultats a la Volta a Espanya
- 1986. 40è de la classificació general